# 1957 chez Disney
Cet article présente la liste des évènements de la Walt Disney Productions ayant eu lieu en 1957.

## Événements

### Avril
- 23 avril 1957, Ouverture de l'attraction Midget Autopia à Disneyland[1]

### Mai
- 22 mai 1957, la Durham Broadcasting Enterprises (WTVD) et la Hudson Valley Broadcasting Company (WTEN) fusionnent et prennent le nom de Capital Cities Television Corporation[2]

### Juin
- 19 juin 1957, Walt Disney Productions rachète 31 % de Disneyland Inc[3]
- 19 juin 1957, Sortie du court métrage The Story of Anyburg U.S.A.[4],[5]
- 26 juin 1957, Ouverture de l'attraction Disneyland Viewliner à Disneyland[6]

### Juillet
- 1er juillet 1957,  la filiale britannique Walt Disney Film Distributor Ltd se rebaptise renommée Walt Disney Productions Ltd[7].

### Août
- 7 août 1957, Sortie du film Sur la piste de l'Orégon en France[8]
- 28 août 1957, Sortie du court métrage The Truth About Mother Goose[9]
- 28 août 1957, Sortie du film Les Aventures de Perri aux États-Unis[10],[11]

### Octobre
- 10 octobre 1957, Début de la série Zorro sur ABC[12]

### Novembre
- 12 novembre 1957, Entrée en bourse de l'action Disney au New York Stock Exchange[13],[14]